# Jüdischer Friedhof Treysa

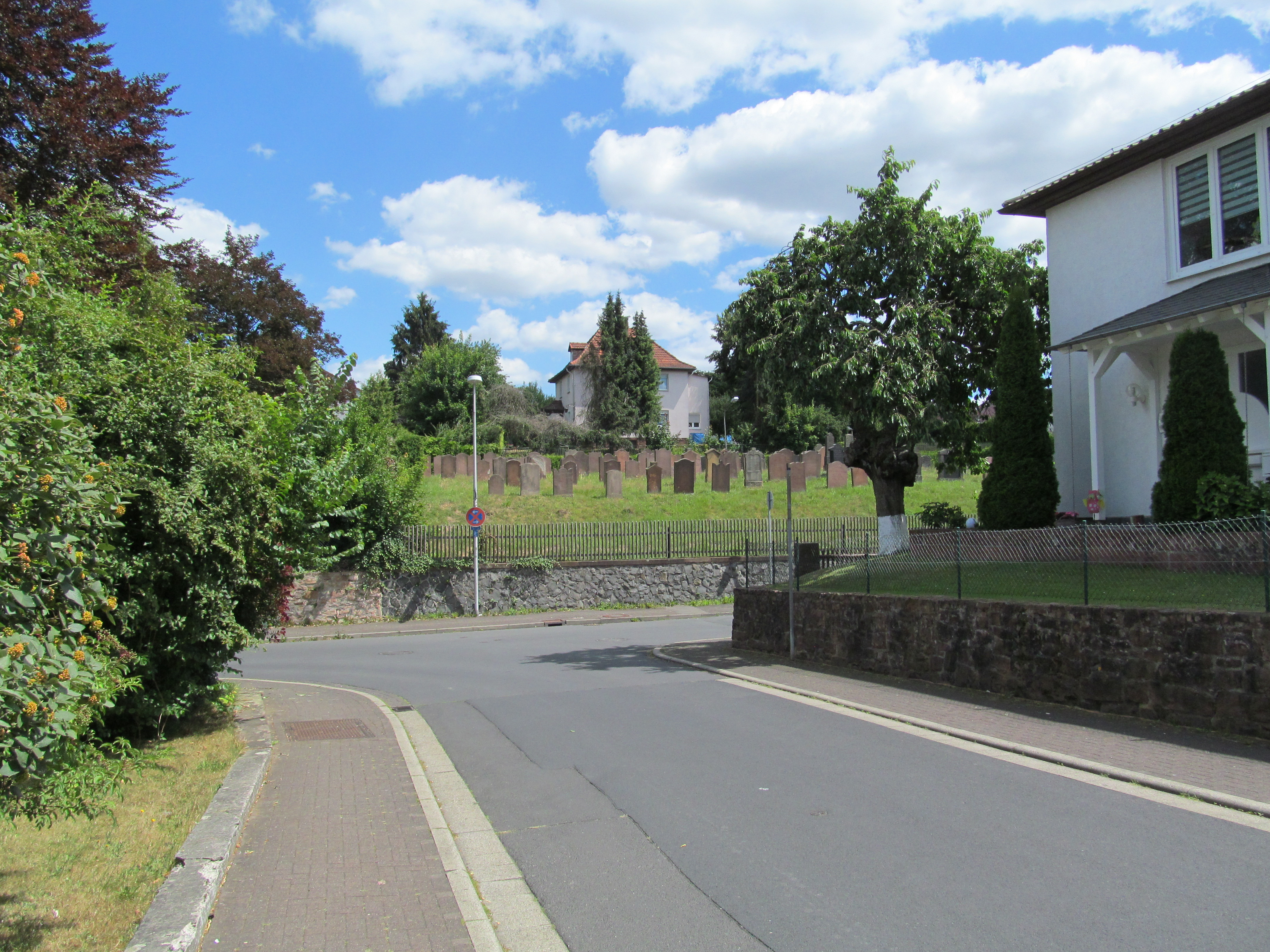
Jüdischer Friedhof Treysa (Juni 2018)

Der Jüdische Friedhof Treysa ist ein Friedhof in Treysa, einem Stadtteil von Schwalmstadt im Schwalm-Eder-Kreis in Hessen.
Der 1089 m² große jüdische Friedhof liegt zwischen der Wasenberger Straße und der Stephanstraße. Er enthält nach dem Sterberegister 164 Grabstätten. Über die Anzahl der Grabsteine gibt es keine Angaben.

## Geschichte
Seit dem Jahr 1850 bestand ein eigener jüdischer Friedhof in Treysa. Vorher wurden die Toten der jüdischen Gemeinde Treysa in Ziegenhain bzw. Niedergrenzebach – heute Stadtteile von Schwalmstadt – beigesetzt. Die letzte Beisetzung fand 1939 statt. Beim Novemberpogrom 1938 wurde der Friedhof geschändet.